# El Abrojo
El Abrojo är en ort i Mexiko, tillhörande kommunen Ixtapan de la Sal i delstaten Mexiko. Orten hade 301 invånare vid folkräkningen 2010.